# Rusko carstvo
Za čas pred letom 1547 glej Moskovska velika kneževina, za čas po letu 1721 glej Ruski imperij.
Rusko carstvo, mnogonarodnostna monarhije pod vodstvom ruskih carjev (1547–1721).
Rusko monarhijo obravnavamo kot carstvo od leta 1547, ko se je moskovski veliki knez Ivan IV. proglasil za ruskega carja. Rusija si je v njegovem času podvrgla Kazanski in Astrahanski kanat, ni pa bila uspešna v vojni s Poljsko-Litvo in Švedsko (livonska vojna), ki jo je obremenjevala kar 25 let (1558-83). Ivan IV. je napredne notranje reforme iz prvih let razvrednotil z neuravnovešenim vedenjem in strahovlado v drugi polovici vladanja. Ko je kmalu po njegovi smrti dinastija Rurikidov izumrla, se je v Rusiji razplamtel boj za carski prestol, v katerega so se vmešali tudi Švedi in Poljaki. Navsezadnje so domoljubni Rusi na pobudo neplemiških voditeljev vendarle našli dovolj moči, da so iz vseh slojev zbrali vojsko, ki je iz Kremlja pregnala Poljake in osvobodila Moskvo. Vseruski zemski sobor je za novega carja soglasno izvolil Mihaela Romanova in s tem pripeljal na oblast dinastijo Romanovih.
Romanovi so s pomočjo birokracije vzpostavili močno centralno oblast. Kmeta so dokončno priklenili na zemljo. Rusija je v sklop cesarstva sprejela Zaporoške kozake in z njihovo vojaško močjo na svoji strani začeli vojno s Poljsko-Litvo. Vmes se je spopadla tudi s Švedsko. Mir s Poljsko-Litvo ji je prinesel ozemlja vzhodno od Dnepra in Kijev.
Rusija se je ponovno znašla v dinastični krizi po smrti bolehnega carja Fjodora III., ko se je oblasti za nekaj let polastila njegova častihlepna sestra Sofija. A spopad med njo in njenim polbratom Petrom, ko je ta postal polnoleten, se je izšel v korist slednjega. Peter I. je Rusijo odprl Evropi, jo moderniziral in se po zmagi v veliki severni vojni proti Švedski oklical za imperatorja. Odtlej govorimo o Ruskem imperiju.

## Uvod
Invazija Mongolov (1237-40), ki je spremenila potek ruske zgodovine, je najbolj prizadela stare politične, gospodarske in kulturne centre Vladimir, Rostov, Suzdal. Ti so se obnavljali zelo počasi in kmalu so jih prehitela nova središča Tver, Rjazan in Moskva. Njihovi knezi so se borili za naslov vladimirsko-suzdaljskega velikega kneza, ki ga je potrjevala mongolska oblast. Končni zmagovalec v tej borbi je bila Moskva, pomemben trgovski center, lociran na sečišču poti, ki so ga pred napadi mongolske konjenice ščitili gozdovi in rečne struge. Moskovski knez Ivan Kalita (1328-40) si je s spretno politiko pridobil zaupanje Mongolov, ki so ga zadolžili, da je zanje pobiral davek v vseh ruskih kneževinah. To je napredovanje moskovske kneževine zelo pospešilo. Ivanov vnuk Dimitrij Donski (1359-89) je združil ruske kneze v boju proti Mongolom in jih povedel v prvo veliko zmago proti njim na Kulikvem polju (1380), ki je zelo dvignila rusko samozavest. A mongolske prevlade se je dokončno otresel šele sto let kasneje moskovski knez Ivan III. (1462-1505). Potrojil je površino svoje kneževine in postavil temelje centralizirane ruske države. Imenovati se je začel "veliki knez vse Rusije" in se, poročen z nečakinjo zadnjih dveh bizantinskih cesarjev, začel čutiti kot voditelj pravoslavja in naslednik bizantinskih cesarjev.

## Začetek Ruskega carstva
Povečanje ozemlja in moči Moskovske velike kneževine je vzpodbudilo njenega velikega kneza Ivana IV. (1533-84), da se je leta 1547, takoj ko se je sedemnajstleten otresel regentstva bojarskih rodbin in se proglasil za polnoletnega, okronal za carja. Odtlej govorimo o Ruskem carstvu.
Pri upravljanju države se je oprl na sposobne sodelavce iz nižjega plemstva, ki so reorganizirali državno upravo in pripravili sodni kodeks. Osebno je popeljal prenovljeno vojsko nad Kazanski kanat. V strahu pred carjem je vojska vztrajala v nemogočih pogojih in nazadnje Kazan zavzela (1552). Leta 1556 je Rusija zavzela še Astrahanski kanat in razširila ozemlje kneževine vzdolž vsega toka Volge do Kaspijskega jezera.
Tedaj pa se je Ivan razšel s svojimi zvestimi sodelavci in zapovedal prodor proti Baltskem morju. Po prvih ruskih uspehih se je v vojno vključila Poljska-Litva in kasneje še Švedska. Livonska vojna (1558-83) je postala za Rusijo moreče breme in nazadnje je moral Ivan vrniti vsa osvojena ozemlja. Drugače je bilo na vzhodu, kjer se je s pohodom Jermaka Timofejeviča (1581) proti Uralu začelo osvajanje velikega, s tatarsko-mongolskimi narodi slabo naseljenega ozemlja Sibirije (osvajanje Sibirije je bilo zaključeno v sredini 17. stoletja).
Po hudi bolezni in ženini smrti je Ivan v strahu, da mu strežejo po življenju, ostro nastopil proti bojarjem. V obdobju 1565-72 si je na delu ruskih ozemelj, imenovanem opričnina, vzel neomejeno oblast; od tam je pregnal stare knežje in bojarske rodbine in njihova ozemlja razdelil med svoje pristaše, ki so postali njegovi osebni vojaki (opričniki), ga varovali in zanj izvajali nasilja. Bojarski dumi je ostala samo posvetovalna vloga, car pa se je spremenil v samodržca, ki z nikomer ni delil oblasti. Država je tako hitro propadala.
Sicer pa so plemstvo in cerkev živeli od dela tlačanov, ki niso smeli zapustiti svojega gospodarja in so smeli preiti k drugemu samo enkrat letno, če so imeli poravnane vse obveznosti. Skupaj z meščani in kmeti, podrejenimi neposredno državi, so nosili tudi vsa bremena države.
Ivan IV. je v izbruhu besa po nesreči ubil (1581) sposobnega in ljubljenega prestolonaslednika, carjeviča Ivana in je potem moral državo prepustiti slaboumnemu sinu Fjodoru (1584-98). Pred smrtjo je sestavil direktorij petih bojarjev, ki naj bi vladali namesto Fjodora; vanj je iz nižjega plemstva vključil edino Borisa Godunova, ki ga je ocenil za sposobnega človeka (in z njegovo sestro poročil Fjodora).
Boris se je dejansko pokazal kot vsestransko sposoben. Od Švedov je pridobil nazaj nekatera ozemlja, ki jih je Ivan IV. izgubil. Doma se je kmalu znebil soregentov in združil vso oblast v svojih rokah. Po skrivnostni smrti (1591) Fjodorovega devetletnega polbrata Dimitrija se mu je odprla pot do ruskega prestola. Po Fjdorovi smrti so ga bojarji na volitvah res izvolili za carja.

## Kriza po izumrtju dinastije Rurikidov
Bojarji Godunova (1598-1605) niso sprejeli, že zato ne, ker je bil človek iz nižjega plemstva. Še manj jim je bil všeč sistem ovaduhov, s katerimi je obvladoval njihove zarotniške poskuse. Godunov je bil nepriljubljen tudi pri ljudstvu, ker je še otežil položaj tlačanov; ljudstvo mu je pripisovalo tudi krivdo za smrt zakonitega carjeviča, Dimitrija. Ko so še slabe letine 1601-04 in bolezni otežile položaj, so se pojavile ugodne razmere za pohod Lažnega Dimitrija s Poljske proti Moskvi. Med njegovim približevanjem Moskvi je Boris umrl. Lažni Dimitrij je s pomočjo Poljakov januarja 1605 za deset mesecev zasedel carski prestol. Po njegovem padcu je v Rusiji izbruhnila vsesplošna zmeda (smuta). Več tekmecev se je borilo za carski položaj. V letih 1606-07 je zmedo še povečala kmečka vojna pod vodstvom Boljotnikova. Bojar Vasilij Šujski, ki so ga nekateri moskovski bojarji priznavali za carja, je poklical na pomoč Švede. Švedi so zasedli Novgorod, na kar se je vmešal še poljski kralj Sigismund III. Ko je že kazalo, da bo ruska država propadla, se je zdramilo ljudstvo. Minjin in knez Požarski, sta organizirala vojsko, ki je na poti proti Moskvi rasla, pregnala iz Kremlja Poljake in osvobodila Moskvo (november 1612). Zemski sobor (predstavniki bojarjev, dvorjanov, cerkve, mest in svobodnih kmetov) je naslednje leto soglasno izvolil za carja Mihaela Fjodoroviča Romanova.

## Nastop Romanovih
Z Mihaelom Fjodorovičem (1613-45) je Rusija spet dobila carja iz stare ruske plemiške rodbine in se umirila. Leta 1617 je v Stolbovi sklenila mir s Švedi. Poljska je priznala Mihaela za ruskega carja šele z mirom v Polanovki (1634), s katerim ji je Rusija prepustila Smolensk in ozemlja zahodno od njega.
V Mihaelovem času so Rusi prevzemali vojaška znanja iz severnoevropskih protestantskih dežel in zgradili rečno ladjevje, s katerim so pluli do Kaspijskega in Črnega morja. V Sibiriji so prodrli do Tihega oceana. Ruski trgovci so trgovali s Perzijo (svila) in oskrbovali Evropo z velikim količinami krzna iz Sibirije. Razvilo se je gradbeništvo. Moskovski kremelj je začel dobivati današnjo podobo. Močno se je povečala birokracija in centralna oblast je preko pokrajinskih guvernerjev dobila nadzor nad vsem, družbo, trgovino, obrtno proizvodnjo in celo pravoslavno cerkvijo.
Bojarji so izgubljali politične pozicije, krepilo pa se je novo plemstvo, t. i. dvorjanstvo. Razlike med njimi so se izgubljale. Država je zahtevala služenje, predvsem vojaško, od obojih, v zameno pa jim je podarjala zemljo s tlačani (pomestie), ki je vse bolj postajala dedna (votčina). V boljšem položaju kot tlačani so bili kmetje, ki so živeli na državni zemlji. Lokalne upravne enote so od njih pobirale davke in jim določale obveznosti. Davke so plačevali tudi mestni trgovci in obrtniki. Vsi so bili lahko vpoklicani v vojsko.
Leta 1648, v času vladanja Mihaelovega sina Alekseja Mihajloviča (1645-76), je zaradi povečanja davkov prišlo v Moskvi in drugih ruskih mestih do velikih uporov. Da bi preprečil podobne dogodke, je zemski sobor naslednje leto sprejel zakon (poznan kot  sobornoe uloženie), ki je tlačane in kmete vezal na zemljo; uzakonil je strogo rusko tlačanstvo, ki postavlja tlačana v vlogo sužnja, nad katerim je imel gospodar vso oblast, brez kazni ga je lahko celo ubil. Posledično so tlačani bežali v kraje, kjer jih carska oblast ni mogla doseči, največ v ravnine ob Donu, in se tam prelevili v kozake.

## Vojna s Poljsko in Švedsko
V sosednji Ukrajini so živeli Zaporoški kozaki, bolj ali manj avtonomno v okviru Poljske-Litve. Po letu 1625 so si jih skušali Poljaki podrediti, kar je vodilo do neprestanih medsebojnih spopadov. Leta 1653 jih je na prošnjo kozaškega hetmana Bogdana Hmelnickega v svoje okrilje sprejelo rusko carstvo in jim podelilo avtonomijo.
Z veliko vojaško močjo Kozakov na svoji strani je Rusija leta 1654 napovedala Poljski-Litvi vojno in v prvih dveh letih zavzela ves njen vzhodni del. A tudi švedski kralj Karel X. je želel biti udeležen pri delitvi Poljske in je leta 1655 skoraj brez boja zavzel zahodni del Poljske (druga nordijska vojna, 1655-60). Rusi so se tedaj prestrašili švedske grožnje. Prenehali so se boriti proti Poljakom in so svojo vojsko usmerili v sedaj švedsko Livonijo. Po prvih uspehih so obtičali pred Rigo in s Švedi sklenili premirje.
Domoljubnim množicam na Poljskem se je med tem uspelo organizirati v boju proti Švedom. Na pomoč jim je priskočil tudi cesar Leopold I., danski kralj pa je napadel južna ozemlja Švedske in prisilil Karla X., da je odhitel domov branit svojo državo.
Po smrti Bogdana Hmelnickega so Kozaki prestopili na poljsko stran. Vojna med Poljsko-Litvo in Rusijo se je nadaljevala (1659-64), Poljaki so nazaj zavzeli od Rusov okupirana ozemlja in prodrli celo preko Dnepra na njegov vzhodni breg. Toda zaradi notranjih nesoglasij, ki so v Poljski-Litvi sprožila državljansko vojno (1666-67), je bila ta prisiljena z Rusi skleniti trinajstletno premirje v Andrusovem (1667), v katerem so Rusi obdržali Smolensk in ozemlja Ukrajine vzhodno od Dnepra (s prestolnico v Buturinu), na zahodni strani Dnepra pa Kijev, začasno za dve leti (začasnost pa je bila odpravljena leta 1686, ko je Jan Sobieski z Rusijo sklenil t. i. "večni mir").

## Čas do Petra Velikega
Pa tudi Rusija ni bila brez notranjih težav. Vojna s Poljsko-Litvo je zamajala njen finančni sistem. Pojavljali so se upori. Najhujši je bil upor Donskih kozakov pod vodstvom Stjenke Razina, ki je štiri leta (1667-71) buril in vzpodbujal k uporu prebivalstvo ob Volgi od Urala do Perzije.
Leta 1667 je cerkveni zbor v Moskvi odobril cerkveno reformo, ki jo je pripravil patriarh Nikon in ki je poenotila cerkvene tekste, ki so se dotlej po različnih virih zelo razlikovali. Vse, ki so cerkveni reformi nasprotovali, je cerkveni zbor izobčil, postali so razkolniki.
V času carja Fjodora III. Aleksejeviča (1676-82) je ponovno izbruhnila vojna v Ukrajini (1676-81), v kateri so poleg Rusov, Kozakov in Poljakov z veliko vojsko sodelovali tudi Turki. Z mirom v Bahčisaraju se je tudi med Turčijo in Rusijo ustalila meja na Dnepru.
Bolehnega Fjodora III., ki je umrl mlad in ni zapustil naslednika, sta nasledila njegov slaboumni šestnajstletni brat Ivan in desetletni polbrat Peter, ki pa je kazal nadpovprečne telesne in umske sposobnosti. Zaradi njune mladoletnosti je prevzela vladanje Ivanova častihlepna sestra Sofija, ki Petru ni bila naklonjena. V času njenega regentstva je Rusija neuspešno skušala zavzeti Azov (1684), da bi si izborila izhod na Črno morje. Sofija se je leta 1689 skušala s pomočjo strelcev Petra znebiti, a so ti stopili na Petrovo stran; Peter je Sofijo zaprl v samostan in osebno zavladal.

## Od carstva k imperiju
Peter Veliki (1682-1721) se je že v mladosti seznanil z vojaško tehnologijo Evrope in spoznal, kako močno Rusija zaostaja v znanju in tehnologiji. Potem ko je v drugem poskusu leta 1696 zavzel črnomorski Azov, je svojo pozornost namenil Evropi. Z veliko delegacijo je več mesecev potoval po Evropi, se seznanjal z njenimi tehnološkimi in upravnimi dosežki, navezoval stike in vabil v Rusijo evropske vojaške in tehnološke strokovnjake.
Leta 1700 se je spopadel s švedskim kraljem Karlom XII. Po prvem velikem neuspehu je reorganiziral in moderniziral vojsko, jo oborožil s topovi in leta 1709 v bitki pri Poltavi odločilno premagal Karla XII. S poltavsko bitko je bilo konec švedske vojaške sile, rodila pa se je ruska. A velika severna vojna se je nadaljevala, tudi še po Karlovi smrti (1718) in se leta 1721 končala z mirom v Nystadtu na Finskem. Rusom je pripadel del Finske z Viborgom, dalje Karelija, Ingrija, Estonija, Livonija z Rigo ter nekaj odličnih baltskih pristanišč.
Peter je leta 1703 začel graditi Sankt Peterburg in leta 1712 je tja preselil rusko prestolnico. Izpeljal je vrsto reform, ki so zadevale družbo, izobraževanje, vojsko, državno in lokalno upravo, cerkev itn., ter z njimi začel svojo državo tehnološko in upravno približevati evropskim razmeram.
Ob praznovanju zmage nad Švedi je ruski upravni senat Petra imenoval za imperatorja oziroma cesarja Rusije. Odtlej govorimo o Ruskem cesarstvu.